# روبن جونز (موسيقي)
روبن جونز (بالإنجليزية: Robin Jones)‏ هو موسيقي بريطاني، ولد في 26 فبراير 1973.

## وصلات خارجية
- روبن جونز على موقع ميوزك برينز (الإنجليزية)
- روبن جونز على موقع أول ميوزيك (الإنجليزية)
- روبن جونز على موقع ديسكوغز (الإنجليزية)